# الزواج (مسرحية)
الزواج مسرحية من تأليف جورج برنارد شو الحاصل على جائزة نوبل في الأدب 1926، عُرضت لأول مرة سنة 1908، وتدور أحداثها حول مجموعة من أفراد الأسرة يجتمعون للزواج. تُحلل المسرحية وتُسخر من وضع الزواج في زمن الكاتب شو، مع التركيز بشكل خاص على ضرورة وضع وتعديل قوانين الطلاق. 

## الشخصيات
- السيدة بريدجنورث
- عضو المجلس البلدي كولينز
- الجنرال بريدجنورث
- ليزبيا غرانثام
- ريجينالد بريدجنورث
- السيدة ريجينالد "ليو" بريدجنورث
- أسقف تشيلسي
- القديس جون هوتشكيس
- سيسيل سايكس
- إديث بريدجنورث
- الأب أنتوني سوامز
- السيدة جورج كولينز

## الحبكة
1908: إديث، أصغر بنات الأسقف بريدجنورث، على وشك الزواج. سيتولى عمها، الجنرال بوكسر بريدجنورث، مرافقتها إلى المذبح كما فعل مع جميع أخواتها. وكما في كل حفلة زفاف سابقة، يتقدم لزبيا غرانثم، عمة العروس، التي ترفضه للمرة "العاشرة والأخيرة". لزبيا ترغب في تكوين أسرة، لكنها لا تريد زوجًا يدخن ويعيش في فوضى مثل الجنرال. وسرعان ما يُصدم الجنرال حين يعلم أن شقيقه سيئ السمعة، ريجنالد، سيكون حاضرًا في الزفاف. فقد طلّقته زوجته مؤخرًا بسبب اعتدائه عليها وخيانته مع بائعة هوى. والأدهى من ذلك أن زوجته السابقة، ليو، ستحضر أيضًا. وعندما يصل المطلقان، لا يبدو عليهما أي حرج. ويتضح أن ليو وزوجها السابق رتّبا حادثة "الاعتداء" و"بائعة الهوى" حتى يتمكنا من الانفصال دون أن تلحق أي وصمة بليو، التي كانت ترغب في الزواج من رجل آخر يُدعى سانت جون هوتشكيس.
غير أن المشاكل تبدأ حين ترفض العروس مغادرة غرفتها، قائلة إنها تقرأ كتيبًا عن الزواج! وعلى ما يبدو، فإن سيسيل سايكس، عريسها المرتقب، يقرأ هو الآخر كتيبًا مشابهًا. كلاهما يرفض الذهاب إلى الكنيسة قبل أن ينتهي من القراءة. وفي النهاية، يخرج الاثنان من غرفتيهما وقد اكتشفا، من خلال ما قرآه، مخاطر الزواج. فقد علمت هي أنه إذا أصبح زوجها مجرمًا مختل العقل فلن تتمكن من تطليقه، بينما علم هو أنه قد يتحمل مسؤولية ديون زوجته. ويقترح الأسقف، الذي يكتب كتابًا عن تاريخ الزواج، أن يحيي إدِيث وسيسيل فكرة الزواج بالعقد على الطريقة الرومانية، لكنه يرى أن الزواج التقليدي أفضل. ويحاول قسيس الأسقف، وهو محامٍ، صياغة عقد، لكن المهمة تثبت صعوبتها. فجميع الشخصيات لها آراء حول ما يجب أن يتضمنه العقد، استنادًا إلى تجاربها الشخصية، مما يؤدي إلى خلافات حول المسائل الطبية والدينية والمالية وغيرها.
في النهاية، يتخلى الجميع عن فكرة العقد، متفقين على أن الزواج التقليدي أسهل، على الأقل مع وجود إمكانية الطلاق. يغادر سيسيل وإديث معًا ويعودان متزوجين – رغم أن المراسم تضمنت أن يقوم موظف الكنيسة بتسليم العروس. وقد رتّبا مع شركة تأمين اتفاقًا يُعفي سيسيل من أي مسؤولية عن الديون المستقبلية التي قد تتسبب بها زوجته. وفي المقابل، قدّم سيسيل وثيقة تنص على أنه إذا ارتكب جريمة وهو في حالة جنون، يحق لزوجته تطليقه. أما هوتشكيس، الذي تبيّن أنه كان مُلاحَقًا من قِبل ليو رغماً عنه، فقد وقع في حب السيدة جورج كولينز ذات الجاذبية الفاتنة. وعليه، تخبر ليو زوجها السابق أن طلاقهما يجب أن يُلغى.

## مقدمة
مقدمة النسخة المنشورة من مسرحية الزواج هي في جوهرها نقاش حول مستقبل مؤسسة الزواج. يرى شو أن "الزواج يظل أمرًا لا مفر منه عمليًا"، إذ إن البدائل تنطوي على الكثير من السلبيات. ويؤكد أنه في مجتمع المستقبل لن يكون هناك بديل عملي للزواج، سواء من خلال اتفاقات فردية يتم التفاوض عليها أو من خلال "الحب الحر" غير المقيّد. ومع ذلك، أشار إلى أن هناك "مسألة مُلحّة جدًا لتحسين شروطه". وواصل شو دعوته إلى وضع قوانين طلاق عقلانية تحمي رفاهية البالغين والأطفال. 
صرّح شو بأن شكل المسرحية يتبنى الوحدات الكلاسيكية، قائلاً: "إن الشكل الإغريقي أمر لا مفر منه عندما تبلغ الدراما مرحلة معينة من التطور الشعري والفكري." 

## آراء نقدية
تُعتبر المسرحية عمومًا واحدة من الأعمال الأقل أهمية لجورج برنارد شو. يقول لويس كرومبتون: "إن الزواج ليس أكثر من كتيّب حيّ بالكاد". أما هومر إي. وودبريدج فيقول: "لا تحتوي إلا على أجزاء صغيرة من الأحداث، وهذه موزعة بين ثلاث مجموعات من الأشخاص الذين تربطهم صلة ضعيفة جدًا. لكن العنوان الفرعي والتعليق يلفتان الانتباه إلى خاصيتين مميزتين في شكل المسرحية: فهي في الأساس نقاش، وتتألف من مشهد واحد طويل بلا نهاية".

## روابط خارجية
- النص الكامل للمسرحية .
- اقرأ المسرحية على الإنترنت نسخة محفوظة 20 August 2013 على موقع واي باك مشين.   .
- الزواج على قاعدة بيانات برودواي على الإنترنت